# Ouro Ndemri
Ouro Ndemri est un village du Cameroun situé dans la Région du Nord et le département de la Bénoué. Il dépend administrativement de la commune de Ngong et de l’arrondissement de Tcheboa, et, au niveau de la chefferie traditionnelle, du lamidat de Tcheboa.

Les habitants de ce village vivent essentiellement de l'agriculture rudimentaire et de l'élevage. 

## Population
Lors du recensement de 2005, 899 habitants y ont été dénombrés.

On y trouve dans ce village les Mafa, les massa, les Laka, les peul et d'autres.